# Paris' yndling
Paris' yndling er en amerikansk stumfilm fra 1917 af J. Gordon Edwards.

## Medvirkende
- Theda Bara som Esmeralda.
- Glen White som Quasimodo.
- Walter Law som Claude Frallo.
- Herbert Heyes som Phoebus.
- Carey Lee som Paquette.